# Kanton Ribeauvillé
Kanton Ribeauvillé (fr. Canton de Ribeauvillé) byl francouzský kanton v departementu Haut-Rhin v regionu Alsasko. Tvořilo ho 10 obcí. Zrušen byl po reformě kantonů 2014.

## Obce kantonu
- Bergheim
- Guémar
- Hunawihr
- Illhaeusern
- Ostheim
- Ribeauvillé
- Rodern
- Rorschwihr
- Saint-Hippolyte
- Thannenkirch